# Битка при Нола (215 пр.н.е.)
Вижте пояснителната страница за други значения на Битка при Нола.
Втората битка при Нола (Nola) се провежда през 215 пр.н.е. по време на Втората пуническа война между картагенската войска на генерал Ханибал и римската войска с командир Марк Клавдий Марцел.
Това е вторият опит на Ханибал да превземе град Нола (Италия). Този път той пристига през нощта и кара войниците си да се покатерят със стълби по стените на града. Не успява да изненада римляните. Тези, които били на пост запалват факли, Марцел и останалите се събуждат и бързо отиват да се сражават. Избити са голямо количество картагенци, другите побягват в лагера си.
Ханибал напада Нола безуспешно и следващата година.